# Ganapathipuram
Ganapathipuram is een panchayatdorp in het district Kanyakumari van de Indiase staat Tamil Nadu. 

## Demografie
Volgens de Indiase volkstelling van 2001 wonen er 13.653 mensen in Ganapathipuram, waarvan 50% mannelijk en 50% vrouwelijk is. De plaats heeft een alfabetiseringsgraad van 74%. 